# Гірчак живорідний
{{#ifeq:0|0|{{#if:Bistorta vivipara|{{#if:|[[]}}|[[]]}}}}
Гірча́к живорі́дний (Persicaria vivipara (L.) Ronse Decr.; синонім — Bistorta vivipara (L.) Delarbre, Polygonum viviparum L.) — трав'яниста рослина з роду Persicaria, родини гречкових.

## Морфологія
Багаторічна рослина. Кореневище тверде, бульбовидне, або іноді гачкувато загнуте, чорно-буре, одягнене залишками старого листя. Стебла заввишки 5 — 30 см, прямостоячі. Прикореневі листки довгочерешкові, овальні, довгасті або ланцетні, з серцеподібною або клиноподібним основою, голі, шкірясті, з сизим нальотом; верхні стеблові листки вузьколанцетні, гострі, сидячі, розтруби трубчасті, довгі. Квітки на коротких ніжках, білуваті або рожеві, зібрані в тонкоциліндричне колосся. Плід тригранний бурий горішок. Цвіте у червні — вересні. Плоди дозрівають в липні — жовтні.

## Екологія
Голарктичний гірський вид. Росте на субальпійських луках в Карпатах.

## Поширення
- Азія
  - Кавказ: Вірменія; Азербайджан; Грузія; Росія — Дагестан, Передкавказзя
  - Китай: Хейлунцзян, Хенань, Хебей, Хубей, Ганьсу, Цзілінь, Гуйчжоу, Ляонін, Шаньсі, Шеньсі, Сичуань, Цинхай, Юньнань, Внутрішня Монголія, Нінся, Синьцзян, Тибетський автономний район
  - Східна Азія: Японія — Хоккайдо, Хонсю; Корея
  - Середня Азія: Казахстан; Киргизстан; Таджикистан
  - Монголія
  - Далекий Схід Росії: Хабаровський край, Приморський край, Амурська область, Камчатка, Магаданська область, Сахалін
  - Сибір
  - Індійський субконтинент: Бутан; Індія; Непал
  - Індокитай: М'янма; Таїланд
- Європа
  - Східна Європа: Європейська частина Росії
  - Середня Європа: Австрія; Німеччина; Польща; Словаччина; Швейцарія
  - Північна Європа: Данія; Фінляндія; Ісландія; Ірландія; Норвегія; Шпіцберген і Ян-Маєн; Швеція; Об'єднане Королівство
  - Південно-Східна Європа: Албанія; Болгарія; Хорватія; Італія; Північна Македонія; Чорногорія; Румунія; Сербія; Словенія
  - Південно-Західна Європа: Франція; Іспанія
- Північна Америка
  - Східна Канада: Нью-Брансвік, Ньюфаундленд, Онтаріо, Квебек, Сен-П'єр і Мікелон
  - Північний Центр США — Міннесота, Південна Дакота
  - Північний Схід США — Мен, Мічиган, Нью-Гемпшир, Вермонт
  - Північний Захід США — Колорадо, Айдахо, Монтана, Орегон, Вашингтон, Вайомінг
  - Південний Центр США — Нью-Мексико
  - Південний Захід США — Аризона, Невада, Юта
  - Субарктична Америка: Канада — Північно-західні території, Юкон; Ґренландія; США — Аляска
  - Західна Канада: Альберта, Британська Колумбія, Манітоба, Саскачеван

## Хімічний склад
Не вивчений.

## Використання
Кореневище, багате поживними речовинами, в минулому вживали в їжу, у вареному вигляді як картоплю, використовували для отримання сурогату чаю.
Під час варіння бажано кинути до каструлі порізану цибулину та два-три лаврові листки.

## Галерея

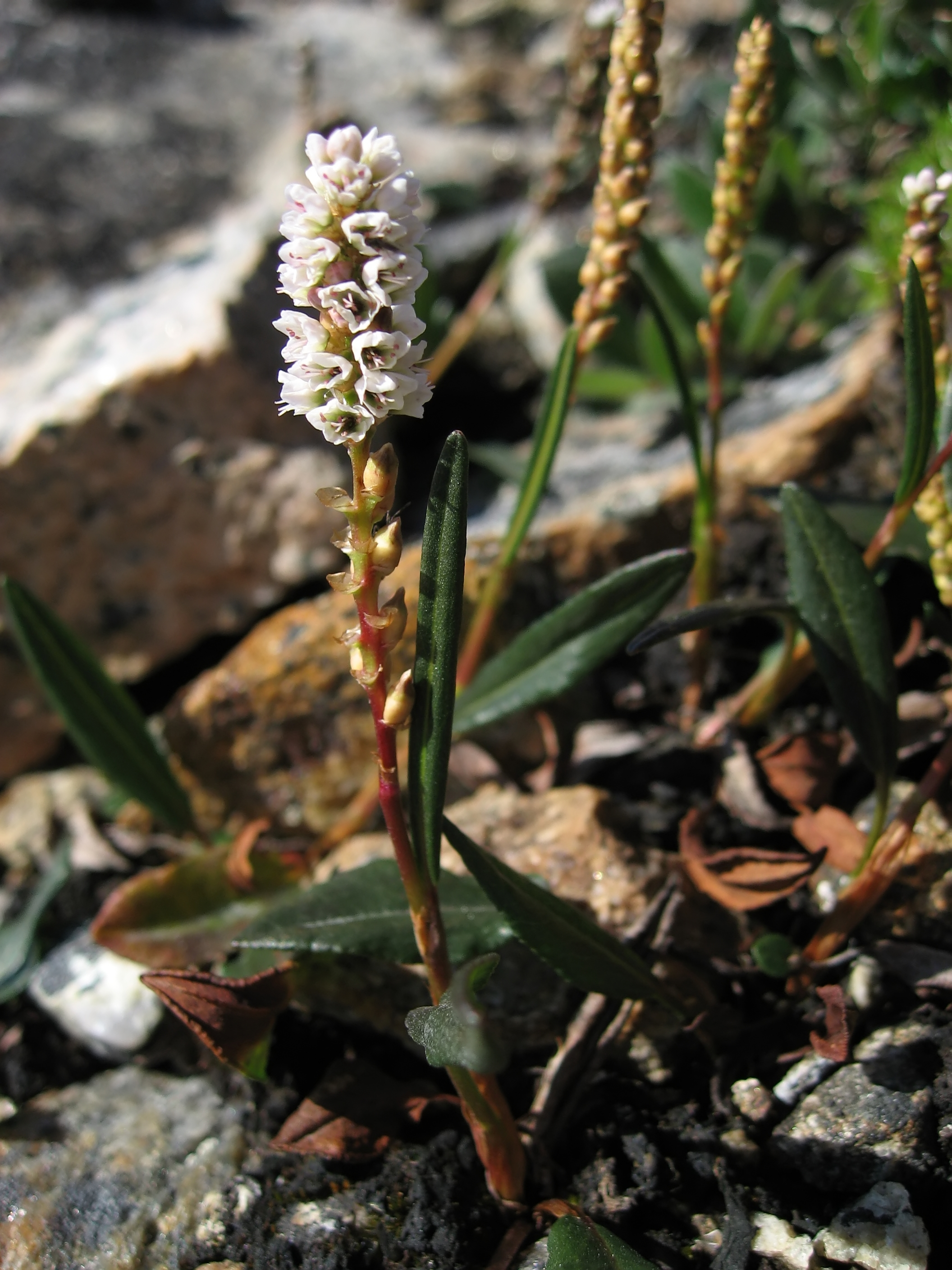
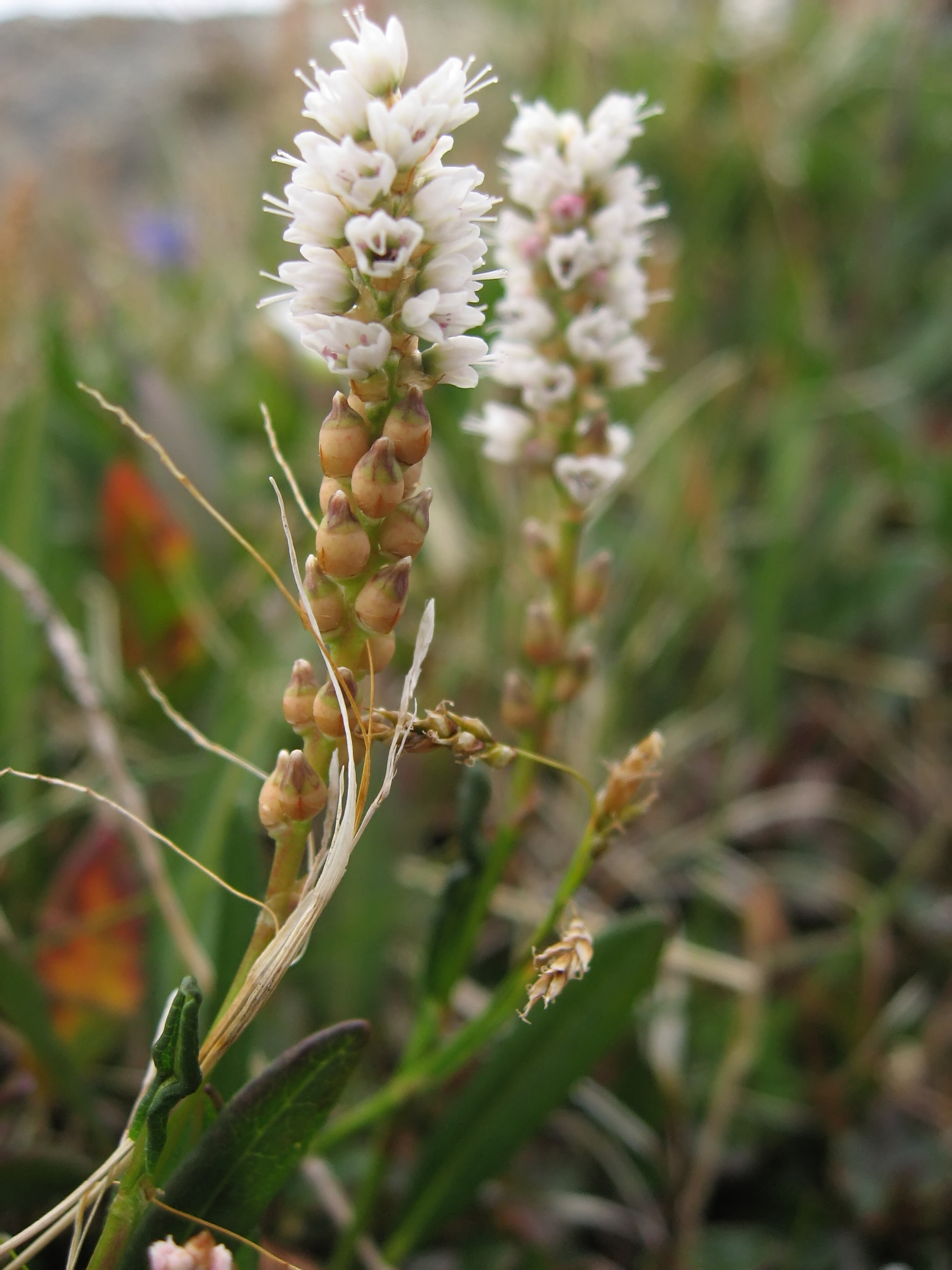
Квітки гірчака живорідного
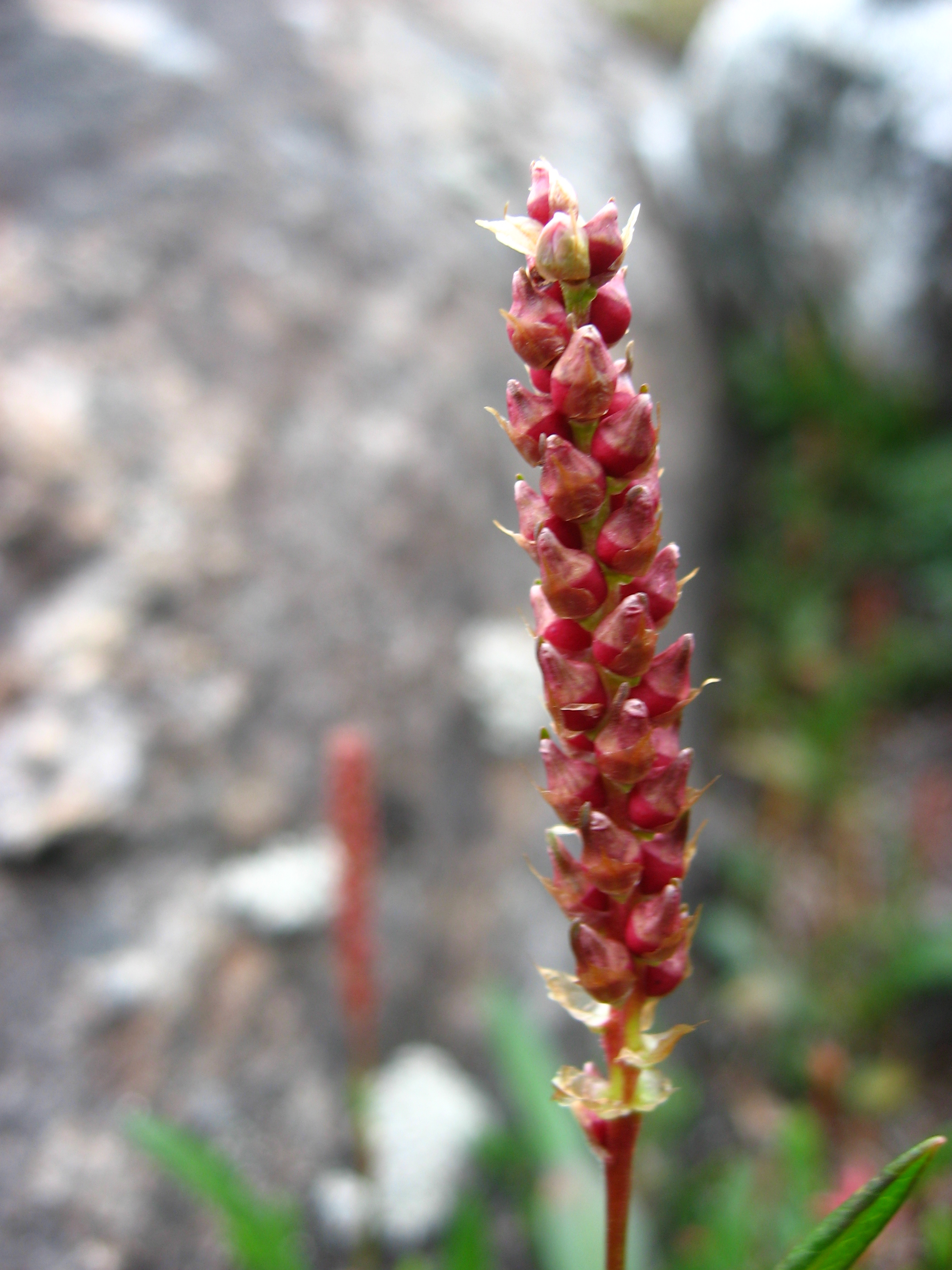
Плоди гірчака живорідного
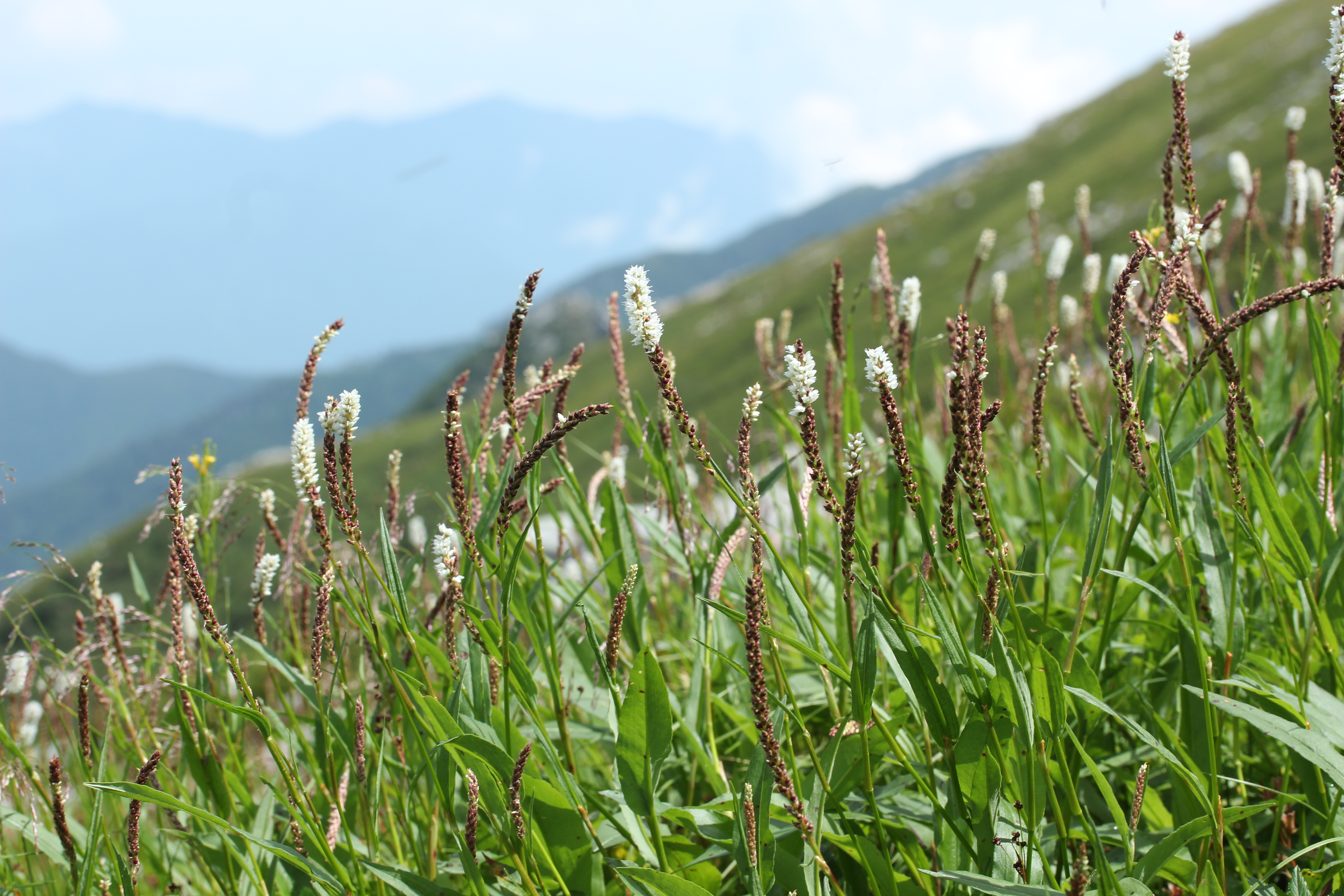
Зарості гірчаку